# 南野らん
南野 らん（みなみの らん、1989年6月3日 - ）は、日本の元AV女優（大穴プロダクション所属）。
身長:156cm。体重:42kg。スリーサイズ:B93(E)・W60・H88。

## 略歴・人物
2007年5月にアダルトビデオメーカー・グローリークエストの専属女優としてAVデビュー。

## 出演作品

### アダルトビデオ
2007年
- 芸能オーディション会場で発掘した10代少女 *Active girl* アイドル系 南野らん 18歳 （5月1日、グローリークエスト） ※デビュー作
- 18歳girl 南野らん 南国での初体験 （6月1日、グローリークエスト）
- 潮吹き女子校生10連発 18 （8月31日（レンタル）／8月25日（セル）、クリスタル映像）…オムニバス作品
- 獣皇 37 アイドル少女と犬の生中出しSEX （9月22日、グローリークエスト）

2008年
- 変態教祖様と11人の巨乳信者達 （4月15日、トップワン）
- 新入社員お披露目 SOD社内スペシャル野球拳 （4月17日、SODクリエイト） ※「北野有紀子」名義
- 張スカトロボランティア Eカップロリフェイスの女神 （4月19日、大塚フロッピー）
- 無許可生中出し 号泣脱水アクメ （4月20日、スターパラダイス）…オムニバス作品
- はじめての本格食糞スカトロ （5月22日、ディープス）
- 未成熟美少女同性愛 ロリレズ （5月22日、麒麟堂）
- 元祖 素人初撮り生中出し 角●文庫女子社員 （5月31日、プラム）
- 店長自慢の生中出し 痴女居酒屋 （6月1日、MOODYZ）
- パチンコ屋に連れて来られたカワイイ娘さんたちをダメ親がフィーバー中に挿す! （6月5日、Hunter）…オムニバス作品
- 制服監禁凌辱 （6月25日、ゾーン）
- 無人島に美女と流れ着いた… シーズン3 （7月4日、V&Rプロダクツ）
- jk 011 （7月18日、ゴーゴーズ）
- V&Rプロダクツ女子社員募集♥ これがAVメーカー女子社員の仕事だ!! （8月7日、V&Rプロダクツ） ※「南野蘭」名義
- 強制フェラ・浣腸・中出し・アクメ 放課後浣腸体罰クラブ （8月19日、ドグマ）
- 周りの人には内緒! 街頭リモコンバイブで濡れ濡れになりませんか? （9月4日、GARCON）…オムニバス作品
- 路線バスに乗ってきた素人エロカワギャルを痴漢して一般乗客の目の前で犯る!! （9月4日、GARCON）…オムニバス作品
- 集団スカトロ学園 大量脱糞浣腸大乱交 （9月25日、オペラ）
- Angel Maria （11月1日、グラフィス） ※「Maria」名義
- 控え室にエログッズを置いて欲求不満のAV女優達がこっそりオナニーするのか検証してみた! （12月4日、Hunter）…オムニバス作品
- エムズおしゃぶり性飲学園 （12月19日、エムズビデオグループ）

2009年
- インモラル天使 （1月1日、シネマジック）
- カップル対抗!! 彼氏のチンチン早当て対決!! 3 （3月13日、はじめ企画）…オムニバス作品 ※「ななみ」名義

### アダルトサイト
- Angel 03.MARIA （REAL STREET ANGELS）